# Incendiul de la pensiunea Ferma Dacilor
Incendiul de la pensiunea Ferma Dacilor, care a avut loc în dimineața zilei de 26 decembrie 2023 a fost o tragedie în care 8 persoane și-au pierdut viața. Pensiunea, care nu deținea autorizație de incendiu, a fost complet distrusă în urma incendiului.

## Desfășurarea evenimentelor
În jurul orei 5:45, pompierii au fost solicitați să intervină la pensiunea Ferma Dacilor din Tohani. La momentul sosirii lor, incendiul se manifesta violent, iar arderea era generalizată la întreaga clădire.
Din păcate, persoanele aflate la parter au reușit să iasă în siguranță, însă cele de la etaj au rămas în pericol. În total, 26 de persoane erau cazate în pensiune, participând la o petrecere în seara dinaintea tragediei.
Pompierii au acționat cu 10 autospeciale de stingere și aproximativ 60 de membri ai echipelor de intervenție. Din cauza violenței incendiului, nu au putut interveni pentru evacuarea persoanelor surprinse în interior.
La scurt timp după izbucnirea incendiului, au fost extrase primele victime carbonizate. Inițial, informațiile au fost contradictorii, însă se pare că cel puțin un copil și un adult au fost printre cei decedați.

## Reacții și consecințe
Incendiul de la pensiunea Ferma Dacilor a generat o reacție la nivel național, cu autoritățile dispuse să analizeze în detaliu circumstanțele care au dus la această tragedie. În contextul faptului că pensiunea funcționa fără autorizație de incendiu, s-au intensificat controalele pentru a preveni astfel de situații în viitor.
ISU Prahova a anunțat că pensiunea nu deținea autorizație de securitate la incendiu, iar în anul 2020 a fost amendată pentru această neregulă. În plus, au fost identificate deficiențe și nereguli în timpul unui control în anul 2019, dar acestea nu au fost rezolvate integral.
Parchetul de pe lângă Tribunalul Prahova a preluat coordonarea anchetei, vizele fiind uciderea din culpă și distrugerea. Procurorii și polițiștii au început audierile pentru a clarifica circumstanțele tragediei.